# APOEL FC
APOEL FC (grekiska: ΑΠΟΕΛ; Aθλητικός Ποδοσφαιρικός Όμιλος Eλλήνων Λευκωσίας) är en cypriotisk idrottsklubb från huvudstaden Nicosia som grundades 8 november 1926. Fotbollslaget är det mest framgångsrika på Cypern tillsammans med AC Omonia.
APOEL har vunnit 20 ligatitlar, 19 cupvinster och 11 supercupvinster i de inhemska turneringarna. Laget spelar på GSP Stadium som tar 23 404 åskådare vid fullsatt.
APOEL:s främsta framträdanden på europanivå är bland annat i den andra omgången av UEFA-cupen 2002/2003, UEFA Champions League 2009/2010, där de spelade i Grupp B tillsammans med Chelsea FC, FC Porto och Club Atlético de Madrid och UEFA Champions League 2011/2012 där de spelade i grupp G tillsammans med FK Zenit Sankt Petersburg, Sjachtar Donetsk och FC Porto. De vinner till slut gruppen före Zenit. I åttondelsfinalen mötte de Olympique Lyonnais och efter båda spelat 1-0 på respektive hemmaplan så vinner APOEL med 4-3 på straffar. Den stora hjälten var målvakten Dionisis Chiotis som räddade två straffar och ordnade en jätteskräll. I kvartsfinal får de sedan möta Real Madrid men där tar sagan slut och de förlorar med 0-3 på hemmaplan och sedan 5-2 på Santiago Bernabéu-stadion. Laget gjorde dock en bra insats i hemmamatchen, där de i 74 minuter höll nollan mot den spanska gigantklubben.

## Historia
Klubben grundades den 8 november 1926, då som POEL, förkortning för "Podosferikos Omilos Ellinon Lefkosias" ("Fotbollsklubben för greker i Nicosia") och är en av grundarna av Cyperns fotbollsförbund. Klubben formades när en grupp på cirka 40 personer med samma mål och visioner möttes med ambitionen att skapa en fotbollsklubb i Nicosia. Den första ordföranden i klubben blev Giorgos Poulias.
Efter en resa till en fotbollsklubb i Alexandria, Egypten 1927 insåg styrelsen att spelarna inte bara var bra på fotboll - utan även friidrott. Det bestämdes då att ett friidrottslag skulle läggas till i klubbens program, vid sidan av fotbollen. Namnet ändrades till APOEL efter detta, A:et stod för "Athlitikos", det grekiska ordet för friidrott.
Det var år 1934 som APOEL hade en konstruktiv roll i grundandet av det Cypriotiska fotbollsförbundets skapande. Två år senare tog APOEL sitt första ligaguld i den officiella högstaligan i Cypern, Marfin Laiki. Politiken splittrade dock klubben och 1948 delades klubben i samband med inbördeskriget i Grekland. De friidrottsmän och fotbollsspelare som lämnade klubben bildade sedan AC Omonia 1948. Detta har gjort så att de båda klubbarna blivit ärkerivaler, en rivalitet som finns än idag.
Under stridigheterna mot britterna 1955-59 var många friidrottsmän och fotbollsspelare aktiva medlemmar i EOKA, en nationalistisk förening som stred mot britterna och försökte få bort britterna från ön. Till exempel så hängdes en spelare, Michalakis Karaolis, av brittiska myndigheter. Detta var under en tid då APOEL var nära nedflyttning till den lägre divisionen ett flertal gånger. Men efter stridigheterna kom laget dock tillbaka snabbt och 1963 gjorde klubben sin första match i en europeisk tävling, då de mötte SK Gjøvik-Lyn från Norge i Cupvinnarcupen. APOEL vann med totalt 7-0 (6-0, 1-0) i dubbelmötet och blev det första hellenistiska laget att avancera i en europeisk cup.
Framgångarna fortsatte in på 1970-talet. Laget tog en inhemsk dubbel 1973 och blev det första cypriotiska laget som undvek nedflyttning i den Grekiska högstaligan (fram till i mitten av 1970-talet spelade de cypriotiska mästarna en säsong i den grekiska högstligan).
1973 blev även ett framgångsrikt år för basketsektionen, som vann sin första titel genom att vinna den inhemska cupen. Tre år senare vann APOEL den första ligatiteln i den inhemska basketligan. Volleybollsektionen hade sin mest framgångsrika period mellan 1979 och 1985 då de vann 6 ligatitlar och 5 cuptitlar. Det år då APOEL fyllde 70 år, säsongen 1995/96, vann APOEL den inhemska ligan i volleyboll (obesegrade) samt den inhemska ligan i basket.

## Placering tidigare säsonger
| Säsong  | Nivå | Liga           | Placering | Referens | Notering |
| ------- | ---- | -------------- | --------- | -------- | -------- |
| 2008/09 | 1    | First Division | 1         | [ 1 ]    |          |
| 2009/10 | 1    | First Division | 2         | [ 2 ]    |          |
| 2010/11 | 1    | First Division | 1         | [ 3 ]    |          |
| 2011/12 | 1    | First Division | 2         | [ 4 ]    |          |
| 2012/13 | 1    | First Division | 1         | [ 5 ]    |          |
| 2013/14 | 1    | First Division | 1         | [ 6 ]    |          |
| 2014/15 | 1    | First Division | 1         | [ 7 ]    |          |
| 2015/16 | 1    | First Division | 1         | [ 8 ]    |          |
| 2016/17 | 1    | First Division | 1         | [ 9 ]    |          |
| 2017/18 | 1    | First Division | 1         | [ 10 ]   |          |
| 2018/19 | 1    | First Division | 1         | [ 11 ]   |          |
| 2019/20 | 1    | First Division | p.        | [ 12 ]   | pandemin |
| 2020/21 | 1    | First Division | 8         | [ 13 ]   |          |
| 2021/22 | 1    | First Division | 3         | [ 14 ]   |          |
| 2022/23 | 1    | First Division | 2         |          |          |

## Meriter
Alla meriter är per den 1 januari 2017.

### Fotboll
- Cypriotiska högstaligan
  - Vinnare (29): 1936, 1937, 1938, 1939, 1940, 1947, 1948, 1949, 1952, 1965, 1973, 1980, 1986, 1990, 1992, 1996, 2002, 2004, 2007, 2009, 2011, 2013, 2014, 2015, 2016, 2017, 2018, 2019, 2024
- Cypriotiska cupen
  - Vinnare (21): 1937, 1941, 1947, 1951, 1963, 1968, 1969, 1973, 1976, 1978, 1979, 1984, 1993, 1995, 1996, 1997, 1999, 2006, 2008, 2014, 2015
- Cypriotiska supercupen i fotboll
  - Vinnare (13): 1963, 1984, 1986, 1992, 1993, 1996, 1997, 2002, 2004, 2008, 2009, 2011, 2013

### Basket
- Cypriotiska högstaligan
  - Vinnare (10): 1976, 1979, 1981, 1995, 1996, 1998, 1999, 2002, 2009, 2010
- Cypriotiska cupen
  - Vinnare (11): 1973, 1979, 1984, 1986, 1991, 1993, 1994, 1995, 1996, 2002, 2003
- Cypriotiska supercupen i fotboll
  - Vinnare (9): 1972, 1976, 1986, 1994, 1995, 1996, 1998, 2001, 2002

### Volleyboll
- Cypriotiska högstaligan
  - Vinnare (7): 1971, 1979, 1980, 1981, 1983, 1984, 1985
- Cypriotiska cupen
  - Vinnare (5): 1979, 1981, 1982, 1984, 1985